# Protestas de Rosenstraße
Las protestas de Rosenstraße fueron una serie de manifestaciones no violentas en la calle Rosenstraße de Berlín entre febrero y marzo de 1943, llevada a cabo por las esposas de origen no judío (consideradas por el nazismo como de «raza aria») de hombres judíos que estaban en la cárcel de esa calle a la espera de la deportación. La protesta, que terminó con la liberación de los maridos, fue un ejemplo significativo de la resistencia alemana al nazismo y al Holocausto judío.
La protesta de Rosenstrasse se considera un evento importante en la historia de Alemania, ya que es la única manifestación pública masiva de los alemanes en el Tercer Reich contra la deportación de judíos. Al describir las protestas, el ministro de Relaciones Exteriores de Alemania, Joschka Fischer, afirma: "Hubo manifestaciones, protestas públicas contra detenciones al azar, primero decenas, luego cientos, luego miles de mujeres, que exigieron al unísono" ¡Devuélvanos a nuestros hombres! ". Toda una semana, en un clima helado, en el centro de Berlín en 1943. Finalmente, la protesta de las mujeres de la Rosenstrasse, furiosamente desesperadas y sin inmutarse por ninguna amenaza, hizo que el régimen nazi se retirara. 1,700 judíos de Berlín, a quienes la Gestapo en su llamada "acción final" se habían congregado en la casa de la comunidad judía en Rosenstrasse, cerca de Alexanderplatz, fueron liberados ".

## Eventos

### Detención de los últimos judíos de Berlín
El 22 de enero de 1943, Joseph Goebbels y Adolf Hitler acordaron que era hora de dar el último impulso para expulsar a los últimos judíos de Alemania. En esta reunión, Hitler y Goebbels acordaron que "no podría haber seguridad interna" hasta que los últimos judíos que vivían en Viena y Berlín pudieran ser deportados "lo antes posible". El 18 de febrero de 1943, Goebbels proclamó una política de "Guerra Total" en un discurso en Berlín, argumentó que la amenaza de una segunda "puñalada por la espalda" requería que se mejorara la situación de "seguridad interna" del Reich.
Después de la derrota alemana en la Batalla de Stalingrado, el 27 de febrero de 1943, la Gestapo, ayudada por la 1.ª División-SS Leibstandarte Adolf Hitler, detuvo a los últimos Judíos de Berlín durante la operación conocida como Fabrikaktion (también llamados Geltungsjuden tras las Leyes de Núremberg) fueron separados de los demás detenidos, cerca de 6,000 personas, y alojados temporalmente en una casa de refugio para la comunidad judía en los números 2 a 4 de la calle Rosenstraße, en el centro de Berlín.
Los 1,800 hombres eran considerados judíos «privilegiados», una categoría exenta de deportación y otras normas antisemitas porque estaban casados con mujeres alemanas o por ser empleados en la Reichsvereinigung der Juden in Deutschland (Asociación del Reich para Judíos de Alemania), el organismo estatal responsable de control de la población de los judíos. Según Mordecai Paldiel, sobreviviente del Holocausto y ex director del programa del Departamento de Justos entre las Naciones en Yad Vashem, la autoridad israelí del Holocausto, "La protesta Rosenstrasse abrazó a cientos de mujeres en el sitio donde la mayoría de los hombres judíos fueron internados (en una edificio que antes servía a la comunidad judía de Berlín), antes de ser procesado a los campos ... que se reunían todos los días, y frente a los soldados armados de las SS, gritaban: "¡Devuélvanos a nuestros maridos!"
A pesar del apagón mediático ordenado por Joseph Goebbels, fue imposible que el estado arrestara a tantos judíos en Berlín en un día sin que la gente se diera cuenta. Cientos de mujeres se reunieron en las afueras de Rosenstrasse 2-4 y anunciaron que no se irían hasta que sus maridos fueran liberados. A pesar de las amenazas periódicas de recibir disparos si las mujeres no dispersaban su protesta, las mujeres se dispersaban brevemente y luego regresaban a Rosenstrasse 2-4 para seguir protestando. Elsa Holzer, una esposa que protestaba, declaró más tarde en una entrevista:"Esperábamos que nuestros maridos regresaran a casa y que no los enviaran a los campamentos. Actuamos desde el corazón y mira lo que pasó. Si tuvieras que calcular si hubieras hecho algún bien protestando, no te habrías ido. Pero actuamos desde el corazón. Queríamos mostrar que no estábamos dispuestos a dejarlos ir. Lo que uno es capaz de hacer cuando hay peligro nunca puede ser repetido. No soy un luchador por naturaleza. Solo cuando tengo que serlo. Hice lo que se me dio para hacer. Cuando mi esposo necesitaba mi protección, lo protegí ... Y siempre había una avalancha de personas allí . No fue organizado ni instigado. Todo el mundo simplemente estaba allí. Exactamente como yo. Eso es lo maravilloso de todo esto".
Las protestas se detuvieron brevemente la noche del 1 de marzo de 1943 cuando la Real Fuerza Aérea Británica (RAF) bombardeó Berlín. Era un día festivo en honor a la Luftwaffe, que la RAF decidió marcar con un ataque aéreo especialmente grande en Berlín. Los detenidos en el interior de la Rosenstrasse recordaron la cobardía de las Schutzstaffel y la Gestapo, que fueron los primeros en subir a los sótanos del edificio para escapar del bombardeo en cuanto sonó la sirena del ataque aéreo. Ursula Braun, prometida de uno de los hombres judíos enterrados, recordó sentimientos encontrados sobre el bombardeo de Berlín: "Por un lado estaban la furia y el odio contra los nazis, que merecían el ataque, y por otro lado había una terrible miseria en todos alrededor de cada uno de nosotros: la gente que grita, los fuegos infernales ". Una mujer judía, Charlotte Israel, declaró: "Siempre tuve tanto miedo por los ataques aéreos. Pero esa noche pensé, ¡eso les sirve! Estaba tan enfurecida. Estaba junto con algunos otros, que se desanimaron. de rodillas y rezaba. ¡Podría haberme reído con desprecio! Pero luego pensé en mi marido, que estaba encerrado en Rosenstrasse. Sabía que no podrían salir del edificio ". A veces, la gente que pasaba se unía a las protestas.
La RSHA favoreció disparar a todas las mujeres que protestaban en Rosenstrasse, pero este plan fue vetado por Goebbels, quien argumentó que las protestas eran apolíticas, un intento de las mujeres por mantener unidas a sus familias en lugar de un intento de derrocar al régimen nazi, que había de ninguna manera el régimen podría masacrar a miles de mujeres desarmadas en medio de Berlín y mantener la masacre en secreto, y la noticia de la masacre socavaría aún más la moral alemana al mostrar que el pueblo alemán no estaba todo unido en la Volksgemeinschaft for Total War. El historiador estadounidense Nathan Stolzfus argumentó que la necesidad de mantener la apariencia de todo el pueblo alemán unido en la Volksgemeinschaft podría explicar por qué no se utilizó la fuerza, pero:
Sin embargo, si no hubiera habido protestas en Rosenstrasse, la Gestapo habría seguido arrestando y deportando judíos hasta que quizás incluso los planes más radicales de Eichmann se hubieran cumplido. Existían diferencias entre la oficina de Eichmann y el liderazgo sobre la importancia de mantener la quietud social durante las deportaciones, pero esto no habría importado si las protestas durante la Redada Final no hubieran surgido. Los juegos de poder en torno a la toma de decisiones sobre los judíos casados entre sí y los mischlinge no explican tanto la supervivencia de estos judíos como apuntan al miedo del régimen a los disturbios. No habría habido ninguna vacilación y ningún conflicto entre los funcionarios si los alemanes casados mixtos hubieran cooperado plenamente con los objetivos raciales de los nazis ... Fue la obstinación de los alemanes casados lo que había convertido en un problema real las diferentes posiciones de los líderes superiores y la RSHA en la La importancia de la quietud social en primer lugar y fue su protesta en 1943 lo que pronto hizo que Goebbels volviera a la posición de aplazar temporalmente estos casos problemáticos.
El 6 de marzo de 1943, Goebbels, en su calidad de Gauleiter de Berlín, ordenó la liberación de todas las personas encarceladas en Rosenstrasse 2-4, y escribió: "Encargaré a la policía de seguridad que no continúe las evacuaciones judías de manera sistemática durante un momento tan crítico [una referencia a la derrota en la Batalla de Stalingrado]. Queremos ahorrarnos eso para nosotros hasta dentro de unas semanas; entonces podemos llevarlo a cabo mucho más a fondo ". En referencia a las protestas, Goebbels atacó a la RSHA, afirmando "Hay que intervenir por todos lados, para evitar daños. Los esfuerzos de ciertos oficiales carecen de astucia política que no se les puede permitir operar por su cuenta durante diez minutos. ! ". El 1 de abril de 1943, la Legación estadounidense en Berna informó a Washington: "La acción contra las esposas y maridos judíos por parte de la Gestapo ... tuvo que interrumpirse hace algún tiempo debido a la protesta que provocó tal acción".
Leopold Gutterer, quien era el adjunto de Goebbels en el Ministerio de Propaganda, recordó que Goebbels declaró que si se usaba la fuerza para aplastar las manifestaciones, provocaría protestas más amplias en todo Berlín, que pronto podrían convertirse en políticas y posiblemente incluso conducir al derrocamiento de la Régimen nazi. Gutterer declaró en una entrevista: "Goebbels liberó a los judíos para eliminar esa protesta del mundo. Esa fue la solución más simple: erradicar por completo el motivo de la protesta. Entonces no tendría ningún sentido protestar más. otros no tomaron una lección [de la protesta], entonces otros no empezaron a hacer lo mismo, hubo que eliminar el motivo [de la protesta], hubo disturbios y pudo haberse extendido de barrio en barrio. .. ¿Por qué Goebbels debería haberlos arrestado [a los manifestantes] a todos? Entonces solo habría tenido aún más malestar, por parte de los familiares de estas personas recién arrestadas ". Gutterer también dijo: "Esa [protesta] sólo fue posible en una gran ciudad, donde convivía gente, judía o no. En Berlín también estaban los representantes de la prensa internacional, que de inmediato se apoderaron de algo como esto, para proclamarlo en voz alta. . Así la noticia de la protesta viajaría de una persona a otra ”. Goebbels rápidamente se dio cuenta de que usar la fuerza contra las mujeres que protestaban en la Rosenstrasse socavaría la afirmación de que todos los alemanes estaban unidos en la volksgemeinschaft, que era especialmente amenazante ya que la creencia en la volksgemeinschaft mantenía unido el frente interno alemán. Además, el uso de la fuerza contra los manifestantes no solo dañaría la volksgemeinschaft, que proporcionó la unidad nacional para apoyar la guerra, sino que también llamaría la atención no deseada sobre la "Solución final a la cuestión judía". Stolzfus escribió: "Una discusión pública sobre el destino de los judíos deportados amenazó con revelar la Solución Final y así poner en peligro todo el esfuerzo de guerra".
A pesar del bloqueo informativo impuesto por Goebbels, las noticias de las protestas en la Rosenstrasse habían viajado rápidamente de boca en boca por toda Alemania y más allá; en Suiza, los diplomáticos británicos y estadounidenses escucharon rumores de las protestas de Rosenstrasse, y en la primera semana de marzo de 1943, los periódicos británicos y estadounidenses informaron sobre las protestas en Berlín. Goebbels respondió haciendo que los periódicos alemanes afirmaran que las mujeres en realidad estaban protestando contra el bombardeo británico de Berlín, y lejos de estallar, la volksgemeinschaft fue más fuerte que nunca, afirmando que las donaciones de caridad en Alemania habían aumentado un 70% en el último año [ es decir una señal de que los volksgenossen o "camaradas nacionales" se preocupaban por los demás].
A pesar de su promesa a Hitler, Goebbels no intentó volver a deportar a los hombres de la Rosenstrasse a Auschwitz, diciendo que el riesgo de protestas era demasiado grande, y en su lugar ordenó a los hombres de la Rosenstrasse que dejaran de lucir sus estrellas amarillas de David el 18 de abril de 1943. Sin saberlo, las mujeres que protestaron en la Rosenstrasse también salvaron la vida de otros judíos. El 21 de mayo de 1943, en respuesta a una pregunta del jefe de la Policía de Seguridad de París, Rolf Günther, que era el adjunto de Adolf Eichmann en la Oficina Judía de la RSHA, declaró que los judíos franceses casados con gentiles no podrían ser deportados hasta el Se "aclaró" la cuestión de los judíos alemanes en matrimonios mixtos. Como la mitad de los judíos que vivían en matrimonios mixtos en el Reich vivían en Berlín, la cuestión no se pudo "aclarar" hasta que los judíos que vivían en matrimonios mixtos en Berlín fueran deportados, lo que llevó a Günther a no descartar la deportación de judíos franceses en matrimonios mixtos. Actualmente. El 21 de mayo de 1943, Ernst Kaltenbrunner de la RSHA emitió un memorando ordenando la liberación de todos los judíos alemanes en matrimonios mixtos de los campos de concentración, excepto los condenados por delitos penales. El mismo memorando enumeró cuatro categorías de judíos que hasta ahora se habían librado de la deportación, incluidos los considerados "insustituibles" por la industria de armas; el memorándum ordenaba la deportación de las tres primeras categorías, pero perdonaba a la cuarta, a saber, aquellos en matrimonios mixtos, ya que decía que no era deseable una repetición de las protestas de Rosenstrasse. Los hombres encarcelados en Rosenstrasse sobrevivieron al Holocausto. Las protestas en Rosenstrasse fue la única vez en que se produjo una protesta contra la "Solución Final" en la Alemania nazi.

## Significado

### Perspectivas de los historiadores
Hay diferentes perspectivas adoptadas por historiadores de todo el mundo con respecto a la protesta Rosenstrasse. En 2003, el historiador alemán Kurt Pätzold explicó parte de lo que está en discusión: argumentar que una protesta rescató vidas judías "golpea en el centro de la percepción histórica del carácter del régimen nazi y la forma en que funcionó, y pesa sobre los juicios sobre las posibilidades para la resistencia ". Otro historiador alemán, Konrad Kwiet, agregó que "el resultado exitoso de esta protesta tardía sugiere que si acciones similares en una etapa anterior se hubieran llevado a cabo en toda Alemania, podrían haber detenido el curso cada vez más destructivo de la política antijudía alemana". También está en juego si la Gestapo siempre destruirá a la oposición tan pronto como se entere. ¿El régimen marcó su rumbo, emitió órdenes y las cumplió en cada detalle, utilizando la fuerza bruta para salirse con la suya si era necesario? ¿O fue tácticamente oportunista, improvisando sus decisiones en circunstancias cambiantes para maximizar su impacto? En última instancia, la cuestión es si los judíos liberados tras la manifestación de Rosenstrasse deben sus vidas a la protesta o si, como escribió otro historiador alemán, tienen que "agradecer" a la Gestapo su supervivencia.
Recientemente, algunos historiadores alemanes han situado la protesta en el contexto de la resistencia de izquierda, la supervivencia clandestina judía y las políticas nazis de trabajo forzoso y deportación. Algunos argumentan que si bien los socios no judíos fueron atacados, acosados y destinados al internamiento, la deportación real no era el objetivo a principios de 1943. Wolf Gruner ha argumentado que en este momento la Gestapo excluyó de la expulsión a los judíos con socios arios. y corrigió a los funcionarios de Berlín que intentaron destituirlos. La historiadora alemana Diane Schulle resume esta perspectiva en su ensayo "Forced Labor": "Gruner ... sugiere que a pesar de las protestas, la deportación de los cónyuges mixtos nunca había sido parte del plan. Los arrestos de Mischlinge [" medio -Judíos "] y judíos que vivían en matrimonios mixtos se habían comprometido con un propósito distinto a la deportación: el registro".  Gruner insiste en que las directivas nazis en ese momento prohibían a la Gestapo deportar a judíos alemanes casados con no judíos. Por lo tanto, en opinión de Gruner, la protesta no tuvo ningún impacto en la Gestapo, ya que la deportación no era su objetivo. Como prueba, Gruner dice que el 20 de febrero de 1943, la Oficina Principal de Seguridad del Reich de Himmler (RSHA) ordenó que los judíos casados entre sí fueran exentos de las deportaciones "temporalmente". Cuatro días después, una orden de la Gestapo de la ciudad de Fráncfort del Óder ordenó a los agentes de la Gestapo que evitaran llamar la atención sobre los judíos casados. En cambio, se les animó a arrestar a estos judíos por otros cargos, entre ellos "desvergüenza", antes de enviarlos a un campo de concentración. Según esta orden, Gruner escribió que "mucho dependería del comportamiento arbitrario de los oficiales en cada lugar".
De acuerdo con el historiador alemán Wolf Gruner, el motivo de la separación de estos hombres es que no debían ser deportados debido a su condición especial de los cónyuges de alemanes, formando un matrimonio mixto o Mischlinge. Sin embargo, fueron detenidos por un período de tiempo limitado para que los nuevos funcionarios de las diversas organizaciones judías legales pudieran ser elegidos de entre ellos para sustituir a los funcionarios existentes que no estaban casadas con alemanes y que, por lo tanto, habían sido despedidos de sus puestos de trabajo y enviados a los campos de exterminio del este de Europa. No obstante, el propósito de su detención no fue anunciado públicamente, y corrió el rumor de que estaban siendo deportados junto con el resto de judíos sin privilegios.

### Terminología
Esta historia también es significativa porque muestra la importancia de la terminología utilizada en las historias nazis. Aunque los arrestos masivos de judíos de Berlín que comenzaron el 27 de febrero de 1943 se conocen comúnmente como "Fabrikaktion" o "Factory Action", este término nunca fue utilizado por la Gestapo, sino que fue inventado después de la guerra. Los nombres en clave de la Gestapo para esta acción fueron "Eliminación de judíos del Reich alemán" y "Redada final de judíos en Berlín". Usar los términos de la Gestapo en este caso es importante porque los judíos no solo fueron arrestados en los lugares de trabajo de sus fábricas, sino que también fueron arrestados en sus hogares, y las personas que se veían en las calles con la estrella judía fueron perseguidas y transportadas para ser enviadas desde Berlín. Goebbels resolvió en febrero de 1943 no deportar a los judíos que trabajaban en las fábricas, sino hacer de Berlín  Judenrein, "libre de judíos", lo que significaba que tenía la intención de enviar a cualquiera que llevara la estrella judía.

### Relación de Alemania con el pasado
Los alemanes han logrado avances ejemplares para aceptar el pasado nazi. Dos artículos publicados a principios de 2018 en la prensa alemana que presentaban interpretaciones contrastantes de la protesta de Rosenstrasse con motivo de su septuagésimo quinto aniversario sugieren que queda algo de trabajo. Mientras que el Berliner Tagesspiegel (27 de febrero) atribuyó a esa protesta el rescate de dos mil judíos, Der Spiegel (2 de marzo) representó instituciones y personas que discrepaban totalmente. En esta posición, las parejas "arias" (no judías) que se manifestaron por la liberación de sus maridos son dignas de elogio, aunque su protesta no hizo ninguna diferencia, ya que su protesta coincidió perfectamente con los planes de la Gestapo: "Un decreto del Reich Security Main Sin embargo, la Oficina no preveía la deportación de ningún judío que viviera en un supuesto matrimonio mixto, sino sólo el traslado de las fábricas para 'capturarlos' [erfassen], después de lo cual serían devueltos a sus hogares ... "
La prueba estándar para esta posición a la que se refieren los editores de Der Spiegel es el decreto de la Gestapo de Frankfurt / Oder distribuido por el Administrador del Distrito de Calau con fecha del 25 de febrero de 1943, según lo interpretó Gruner. En 1995, Gruner escribió que "es poco probable que las opiniones de que tales manifestaciones podrían haber obstaculizado los planes de deportación de la RSHA se mantengan en el contexto histórico", y posteriormente advirtió que una interpretación que veía a la Gestapo influida por las protestas callejeras planteaba "Un peligro de subestimar el gobierno del régimen nazi ".
De hecho, las interpretaciones sobre lo que sucedió durante los eventos de Rosenstrasse van al corazón de nuestra comprensión de la forma en que la dictadura nazi gobernó el Volk. ¿Obtuvo todo lo que quería de ellos con la fuerza, cuando se enfrentó con incumplimiento o protesta? El Frankfurt / Oder Erlass no sugiere que la Gestapo no planeara deportar a ninguno de los judíos casados que arrestó durante el curso de sus "Acciones de remoción de judíos del territorio del Reich" en todo el Reich, que comenzó el 27 de febrero de 1943. dice en parte: "Todos los judíos que aún estén empleados deben ser retirados de los negocios con el propósito de la recolección [Erfassung]. El comportamiento de los judíos en un matrimonio mixto aún existente debe ser castigado poniéndolos en custodia protectora con una solicitud para su internamiento en un campo de concentración. Este [castigo] puede llevarse a cabo de manera muy implacable, pero hay que evitar la impresión de que esta acción está resolviendo fundamentalmente el problema del matrimonio mixto en este mismo momento. Salvo que existan razones para justificar el encarcelamiento del Judíos que viven en matrimonios mixtos, estos judíos deben ser enviados a sus hogares ".
Este orden local no pudo haber influido en el destino de los judíos encarcelados en la Rosenstrasse de Berlín; ciertamente no se interpuso entre Joseph Goebbels, el  Gauleiter  de Berlín, y su resolución de declarar su ciudad  libre de judíos en marzo. (Diario, 2 de febrero de 1943). Su carácter "local" es claro, por ejemplo, en sus referencias a campos de trabajo específicos en la región. Sí invoca la  Oficina principal de seguridad del Reich (RSHA) para establecer el propósito de la acción como detener a todos los judíos "con el propósito de recogerlos". Erfassung podría significar "colección" o "registro", pero críticamente para su interpretación aquí, en Erlass se aplica a todos los judíos arrestados, incluidos los enviados al  Auschwitz - y no solo a los judíos en matrimonios mixtos .

### Manifestaciones
Poco después de conocerse el lugar de encarcelamiento temporal, las esposas y otros parientes cercanos de los detenidos se reunieron cerca del edificio. Durante una semana, los manifestantes, en su mayoría mujeres, pidieron la liberación de sus maridos en una serie de protestas pacíficas. Los manifestantes, que al principio eran reducidos en número, crecieron rápidamente llegando incluso a un total de alrededor de 6,000 personas al mismo tiempo.

### Liberación
Una vez que el proceso de selección de nuevos funcionarios a las organizaciones judías se había completado, los judíos confinados fueron liberados, dando como resultado la impresión errónea de que su liberación se debió a la protesta de las mujeres. 25 de los detenidos fueron enviados a Auschwitz por error, pero a la espera de una decisión sobre su tratamiento fueron enviados de vuelta a Alemania. La mayoría de los hombres detenidos sobrevivieron finalmente a la guerra.

## Memoria

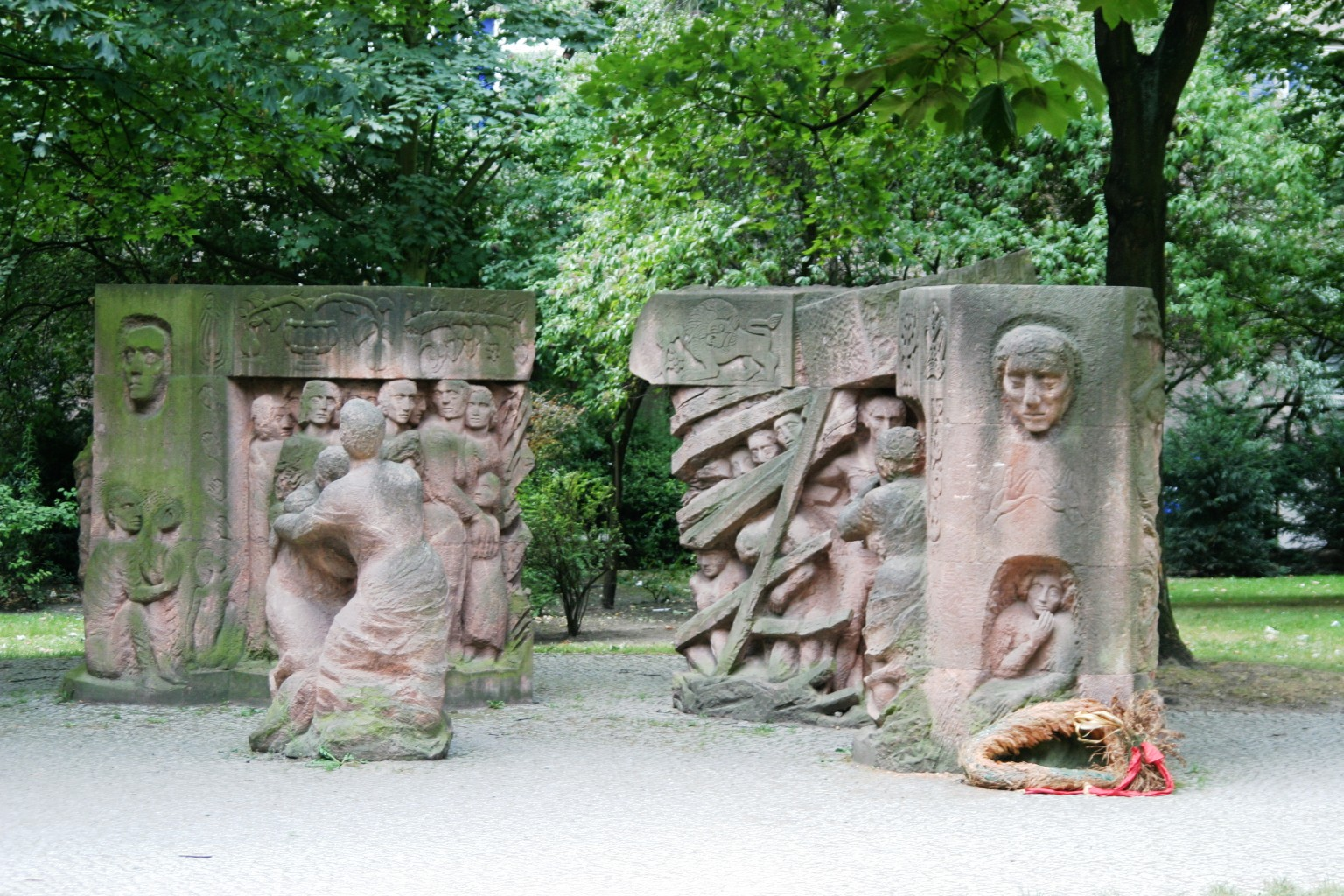
Una parte del Block der Frauen monumento conmemorativo de las protestas, por Ingeborg Hunzinger.

El edificio de la calle Rosenstraße, cerca de la Alexanderplatz donde los hombres fueron alojados fue destruido durante los bombardeos aliados al final de la guerra. El sitio está ahora marcado por una columna de color rosa de menos de tres metros de altura en honor de la protesta, que incluye información sobre los incidentes.
En la década de 1980, Ingeborg Hunzinger, una escultora de Alemania del Este, creó una escultura en memoria de las mujeres que participaron en las protestas. El monumento, llamado Block der Frauen («Bloque de las mujeres») se erigió en 1995 en un parque no muy lejos del lugar de la protesta. La escultura muestra a las mujeres que protestaban llorando, mientras que una inscripción en la parte inferior dice: «La fuerza de la desobediencia civil, el vigor del amor supera la violencia de la dictadura, devolvimos a nuestros hombres, las mujeres están de pie aquí, frente a la muerte, los hombres Judíos fueron liberados».
Estos acontecimientos fueron narrados en la película Rosenstraße, de la directora Margarethe von Trotta en 2003.